# Kelechi Iheanacho
Kelechi Promise Iheanacho , född 3 oktober 1996, är en nigeriansk professionell fotbollsspelare som spelar som anfallare för Nigerias landslag.

## Karriärstatistik

### Klubb
| Klubb           | Säsong         | Liga           | Liga | Liga | FA Cup | FA Cup | League Cup | League Cup | Europa | Europa | Övrigt | Övrigt | Totalt | Totalt |
| Klubb           | Säsong         | Division       | SM   | Mål  | SM     | Mål    | SM         | Mål        | SM     | Mål    | SM     | Mål    | SM     | Mål    |
| --------------- | -------------- | -------------- | ---- | ---- | ------ | ------ | ---------- | ---------- | ------ | ------ | ------ | ------ | ------ | ------ |
| Manchester City | 2015–16        | Premier League | 26   | 8    | 3      | 4      | 2          | 2          | 4      | 0      | 0      | 0      | 35     | 14     |
| Manchester City | 2016–17        | Premier League | 20   | 4    | 3      | 1      | 2          | 0          | 4      | 2      | 0      | 0      | 29     | 7      |
| Leicester City  | 2017–18        | Premier League | 21   | 3    | 5      | 4      | 2          | 1          | 0      | 0      | 2      | 1      | 30     | 9      |
| Leicester City  | 2018–19        | Premier League | 30   | 1    | 1      | 0      | 4          | 1          | 0      | 0      | 0      | 0      | 35     | 2      |
| Leicester City  | 2019–20        | Premier League | 0    | 0    | 0      | 0      | 2          | 2          | 0      | 0      | 0      | 0      | 2      | 2      |
| Karriär totalt  | Karriär totalt | Karriär totalt | 97   | 16   | 12     | 9      | 12         | 6          | 8      | 2      | 2      | 1      | 131    | 34     |